# Sprachreise
Eine Sprachreise ist ein Auslandsaufenthalt mit dem Ziel Fremdsprachenkenntnisse zu erwerben oder zu verbessern. Dabei erfolgt der Fremdsprachenunterricht an einer spezialisierten Sprachschule in natürlicher Sprachumgebung. Intensivkurse können in Deutschland als Bildungsurlaub anerkannt werden.
Der Begriff Sprachreisen hat die vorher üblichen Begriffe wie Sprachferien, Sprachurlaub oder den in der Schweiz üblichen Terminus Sprachaufenthalt ersetzt oder ist mit ihnen in Konkurrenz getreten. Der Sprachreiseveranstalter organisiert die Sprachreise. Er arrangiert die Anreise und gibt Informationen über Unterkunft und ein Freizeit- und Kulturprogramm weiter, das von der jeweiligen Sprachschule ausgerichtet wird. Den Sprachreisenden wird damit ein komplett organisiertes Programm angeboten.

## Definition
Eine Sprachreise dient dem Zweck, eine Fremdsprache im Ausland zu erlernen oder zu entwickeln. Sie besteht aus einem Bündel von Reiseleistungen, das mindestens die Reisehauptleistungen beinhaltet: Beförderung, Unterkunft und Sprachunterricht.
In der Regel werden 15 bis 30 Wochenstunden Unterricht gegeben, mit dem Ziel in kurzer Zeit sprachliche Fähigkeiten auszubauen. Sprachkurse im Ausland finden idealerweise an einem Kursort statt, an dem die zu entwickelnde Sprache in einem natürlichen Umfeld gesprochen wird. Durch die Campus-ähnliche Atmosphäre in vielen Sprachschulen lernen sich Menschen verschiedener Nationalitäten kennen, denn sie haben ein gemeinsames Ziel. Der Sprachschüler setzt sich während eines Sprachaufenthalts einen Großteil des Tages mit der Sprache auseinander, mit dem Ergebnis, dass sich die Sprachkenntnisse relativ schnell und mit geringerem Lernaufwand verbessern.
Viele Sprachschüler wohnen während ihres Aufenthaltes auch bei einer Gastfamilie.

## Sprachreisevermittler oder Sprachreiseveranstalter
Eine Sprachreise kann individuell zusammengestellt werden oder bei einem Sprachreisevermittler (Agentur) oder einem Sprachreiseveranstalter gebucht werden.
Manche Sprachschulen bieten zusätzlich Nebenleistungen wie Koch-, Surf-, Tanzkurse sowie touristische Ausflüge an, der Unterricht oder die touristische Führung findet – wenn erwünscht – in der zu entwickelnden Sprache statt.

### Sprachreise als Pauschalreise
Der Sprachreiseveranstalter ist ein spezialisierter Reiseveranstalter, er bündelt die einzelnen Reiseleistungen zu einem Gesamtpaket und bietet sie auf eigene Rechnung und im eigenen Namen an. Der Sprachreiseveranstalter haftet für die vertragsgerechte Erbringung der Reiseleistungen. Im Falle von Reisemängeln ist der Sprachreiseveranstalter Ansprechpartner und muss für deren Beseitigung sorgen.
Die Sprachreise wird von dem Sprachreiseveranstalter organisiert. Die einzelnen Reiseleistungen werden von verschiedenen Leistungsträgern (Rechtliche Personen die einzelne Reiseleistungen ausführen wie z. B. Sprachschulen, Beherbergungsunternehmen etc.) bezogen und zu einem Paket mit Gesamtpreis vereint. Dieses Gesamtpaket wird an den Endverbraucher oder an einen Wiederverkäufer (Reisebüro, spezialisierte Agentur oder Sprachreisevermittler) weitergegeben. Im Rahmen einer Pauschalreise ist der Reiseveranstalter nach § 651 k BGB verpflichtet, eine Konkursausfallversicherung abzuschließen. Die zu erbringende Leistung oder deren Erstattung ist im Falle der Insolvenz oder Zahlungsunfähigkeit des Reiseveranstalters versichert.

### Sprachreise durch Vermittlung
Der Sprachreisevermittler vermittelt die Leistung eines Dritten auf eigene Rechnung, aber im fremden Namen oder er gibt die Rechnung der Sprachschulen weiter. Der Vermittler der Leistung haftet für die korrekte Vermittlung, jedoch nicht für die vertragsgerechte Erbringung der Reiseleistung. Im Falle von Mängeln ist der jeweilige Leistungsträger (z. B. Sprachschulen, Beherbergungsunternehmen, Fluggesellschaft etc.) Ansprechpartner und muss für Abhilfe sorgen.
Der Sprachreisevermittler gibt die Informationen der einzelnen Sprachschulen weiter. Die gewünschten Leistungen werden von ihm zusammengestellt (Sprachschule, Unterkunft, Freizeit, Flug) oder von einem Sprachreiseveranstalter bezogen. Die Buchung wird wiederum an die Leistungsträger oder Sprachreiseveranstalter weitergeleitet, der Sprachreisevermittler erhält für seine Vermittlungstätigkeit meist eine Kommission oder Provision von den Partnerunternehmen.

### Sprachreise als Individualreise
Die Sprachreise wird vom Verbraucher selbstständig organisiert. Er kauft die gewünschten Leistungen bei Leistungsträgern (Fluggesellschaft, Sprachschule, Hotel) seiner Wahl und stellt sich daraus ein Paket aus Einzelleistungen zusammen. Viele Sprachschulen organisieren Unterkunft und ein Freizeit- und Kulturprogramm, um Sprachreisenden ein organisiertes Umfeld zu ermöglichen.

## Zahlen und Statistik

### Deutschland
Der Fachverband Deutscher Sprachreise-Veranstalter gibt die Zahl der Veranstalter von Sprachreisen in Deutschland mit insgesamt circa 150 an, 27 davon sind Mitglied beim FDSV. Die Zahl der Anbieter, die über eine Konkursausfallversicherung verfügen und in das Reiseveranstalterregister eingetragen sind, schätzt der Verein auf 50.
Auf Basis einer Umfrage der Universität Koblenz-Landau spricht der Verband von 160.000 Sprachreisenden pro Jahr, von denen circa 70 Prozent Erwachsene sind. Die häufigste gewählte Fremdsprache ist Englisch mit 85 Prozent, gefolgt von Spanisch, Französisch und Italienisch.

#### Verteilung nach Fremdsprachen im Jahr 2016
Englisch ist mit 79,95 % (2015 waren es 82,45 %) aller gebuchten Sprachreisen weiterhin an der Spitze der gelernten Sprachen. Während Englisch-Sprachreisen bei den Erwachsenen 58,10 % (2015 waren es 67,56 %) ausmachen, liegt der Anteil bei den Jugendlichen bei 93,23 % (2015 waren es) 92,95 %.
|             | Erwachsene | Erwachsene | Erwachsene | Schüler | Schüler | Schüler | Gesamt | Gesamt | Gesamt |
| in %        | 2016       | 2015       | 2014       | 2016    | 2015    | 2014    | 2016   | 2015   | 2014   |
| ----------- | ---------- | ---------- | ---------- | ------- | ------- | ------- | ------ | ------ | ------ |
| Englisch    | 58,10      | 67,56      | 70,48      | 93,23   | 92,95   | 90,64   | 79,95  | 82,45  | 83,64  |
| Spanisch    | 18,20      | 14,53      | 13,50      | 1,79    | 1,33    | 1,87    | 9,86   | 6,79   | 5,81   |
| Französisch | 8,95       | 7,39       | 7,55       | 3,74    | 3,17    | 3,77    | 6,30   | 4,92   | 5,26   |
| Italienisch | 6,16       | 3,92       | 4,38       | 0,22    | 0,08    | 0,19    | 3,14   | 1,67   | 1,60   |
| Chinesisch  | 0,85       | 0,53       | 0,58       | 0,00    | 0,01    | 0,00    | 0,42   | 0,23   | 0,20   |
| Russisch    | 1,03       | 0,61       | 0,87       | 0,01    | 0,08    | 0,04    | 0,51   | 0,30   | 0,32   |
| andere      | 6,72       | 5,45       | 2,67       | 1,01    | 2,38    | 3,49    | 3,82   | 3,65   | 3,19   |

Unter „andere“ werden Sprachen wie Japanisch, Arabisch oder Türkisch zusammengefasst, sie nehmen mit 6,72 % im Erwachsenenbereich, was ein Plus von 1,27 % zum Vorjahr bedeutet, nach wie vor nur eine Nischenposition ein.

#### Verteilung nach Zielländern im Jahr 2016
| Verteilung nach Zielgebieten in % | Gesamt  | Gesamt  | Gesamt  | Gesamt     | Gesamt     | Gesamt     |
|                                   | Schüler | Schüler | Schüler | Erwachsene | Erwachsene | Erwachsene |
|                                   | 2016    | 2015    | 2014    | 2016       | 2015       | 2014       |
| --------------------------------- | ------- | ------- | ------- | ---------- | ---------- | ---------- |
| Großbritannien                    | 65,49   | 62,69   | 67,78   | 21,50      | 47,99      | 53,50      |
| Irland                            | 1,05    | 1,70    | 1,19    | 4,60       | 2,95       | 2,23       |
| USA                               | 1,72    | 1,48    | 2,31    | 5,85       | 4,87       | 5,40       |
| Kanada                            | 0,65    | 0,28    | 0,53    | 3,96       | 1,58       | 1,59       |
| Australien                        | 0,05    | 0,03    | 0,08    | 3,59       | 1,51       | 1,25       |
| Neuseeland                        | 0,00    | 0,00    | 0,01    | 1,88       | 0,69       | 0,60       |
| Südafrika                         | 0,04    | 0,00    | 0,05    | 1,68       | 0,62       | 0,78       |
| Malta                             | 14,02   | 9,69    | 13,34   | 16,91      | 12,76      | 14,65      |
| Frankreich                        | 5,15    | 2,75    | 3,58    | 10,03      | 5,51       | 5,06       |
| Spanien                           | 3,44    | 1,11    | 1,83    | 12,50      | 4,75       | 4,18       |
| Lateinamerika                     | 0,06    | 0,01    | 0,01    | 5,40       | 1,56       | 1,70       |
| Italien                           | 0,22    | 0,07    | 0,19    | 6,17       | 1,58       | 1,47       |
| China                             | 0,00    | 0,01    | 0,00    | 0,87       | 0,22       | 0,20       |
| Russland                          | 0,01    | 0,08    | 0,04    | 0,98       | 0,25       | 0,54       |
| deutschsprachige Länder*          | 4,76    | 8,55    | 8,90    | 2,41       | 5,27       | 5,88       |
| andere Länder                     | 3,33    | 11,53   | 0,14    | 1,91       | 8,89       | 0,98       |

* Fremdsprachige Sprach- und Lerncamps für deutsche Schüler innerhalb Deutschland, Österreich und der Schweiz.

#### Verteilung der Aufenthaltsdauer nach Zielländern im Jahr 2016
| Aufenthaltsdauer in den Zielgebieten | Durchschnittswert in Wochen | Durchschnittswert in Wochen | Durchschnittswert in Wochen |
|                                      | 2016                        | 2015                        | 2014                        |
| ------------------------------------ | --------------------------- | --------------------------- | --------------------------- |
| Gesamt                               | 2,06                        | 1,93                        | 2,10                        |
| Großbritannien                       | 1,83                        | 1,76                        | 1,89                        |
| Irland                               | 2,34                        | 1,69                        | 2,59                        |
| USA                                  | 3,32                        | 3,54                        | 3,70                        |
| Kanada                               | 3,98                        | 3,95                        | 3,94                        |
| Australien                           | 4,08                        | 3,44                        | 4,34                        |
| Neuseeland                           | 4,03                        | 3,74                        | 5,19                        |
| Südafrika                            | 3,67                        | 2,76                        | 3,00                        |
| Malta                                | 1,86                        | 1,95                        | 1,91                        |
| Frankreich                           | 2,00                        | 1,95                        | 2,38                        |
| Spanien                              | 2,14                        | 2,42                        | 2,45                        |
| Lateinamerika                        | 2,44                        | 2,65                        | 2,42                        |
| Italien                              | 1,74                        | 2,01                        | 2,09                        |
| China                                | 4,14                        | 3,90                        | 2,78                        |
| Russland                             | 2,20                        | 2,31                        | 1,61                        |
| deutschspr. Länder                   | 1,22                        | 0,52                        | 1,08                        |
| Andere Zielgebiete                   | 2,07                        | 2,14                        | 2,67                        |

#### Verteilung nach Altersgruppen
Der Anteil der Schülersprachreisen an der Gesamtzahl der Teilnehmer ist mit 58,25 % größer als der Anteil der Erwachsenen mit nur 41,75 %. Der Anteil der männlichen bzw. weiblichen Teilnehmer ist bei den Schüler- und Erwachsenen-Sprachreisen mittlerweile ziemlich ausgewogen.
| Übersicht der Altersgruppen in % | Übersicht der Altersgruppen in % | Übersicht der Altersgruppen in % |
| -------------------------------- | -------------------------------- | -------------------------------- |
|                                  | 2016                             | 2015                             |
| 6 bis 13 Jahre                   | 11,54                            | 13,44                            |
| 14 bis 17 Jahre                  | 46,71                            | 44,63                            |
| 18 bis 30 Jahre                  | 21,05                            | 24,62                            |
| 31 bis 49 Jahre                  | 14,44                            | 11,62                            |
| 50 plus Jahre                    | 6,26                             | 5,69                             |

### Schweiz
Nach einer durch die Swiss Association of Language Travel Agents veröffentlichten Statistik ist Australien mit 18 % das beliebteste Ziel der Schweizer Sprachreisenden, gefolgt von Großbritannien (17 %), Frankreich (12 %), Kanada (11 %), USA (10 %), Spanien (7 %), Neuseeland (6 %), Italien (5 %) und Malta (4 %).
Gefragteste Fremdsprachen sind Englisch mit einem Anteil von 67 % gefolgt von Französisch (12 %), Spanisch (10 %) und Italienisch (5 %).